# Frank Caprio
Francesco Caprio, meglio noto come Frank Caprio (Providence, 23 novembre 1936 – Providence, 20 agosto 2025), è stato un giudice e personaggio televisivo statunitense di origine italiana. È stato giudice capo del tribunale municipale della città di Providence, nello Stato del Rhode Island, e precedentemente direttore del Consiglio dei governatori del Rhode Island.
Caprio è diventato noto al grande pubblico quando i processi da lui presieduti hanno cominciato ad essere trasmessi dal programma televisivo Caught in Providence.
Attorno al 2015, una volta finiti online su YouTube, i video girati nella sua aula di giustizia sono diventati presto virali, raggiungendo decine di milioni di visite (si calcola che, ad agosto 2019, i suoi video abbiano avuto più di 1,7 miliardi di visualizzazioni) e portando il pubblico di Caught in Providence ad un totale di 100 milioni di persone dal 2017 al 2019.

## Biografia
Frank Caprio nasce nel quartiere di Federal Hill, a Providence, la capitale dello Stato del Rhode Island, secondo dei tre figli di Antonio (1908-1987) e Filomena Dello Iacono (1909-1976). Suo padre era un venditore ambulante di frutta emigrato negli Stati Uniti d'America da Teano, in Provincia di Caserta, mentre sua madre, nata a Providence, era figlia di immigrati italiani.
Durante l'infanzia e la sua iniziale carriera scolastica, Caprio lavorò come lavapiatti e lustrascarpe fino a diplomarsi alla Central High School, dove vinse anche il titolo nazionale di wrestling nel 1953. Dopo aver ottenuto un diploma di laurea al Providence College, Caprio iniziò ad insegnare storia ed educazione civica presso la Hope High School di Providence, frequentando allo stesso tempo i corsi serali della facoltà di giurisprudenza alla Suffolk University School of Law di Boston. Una volta terminata la scuola di legge, egli iniziò quindi la sua carriera legale.

### Carriera
Prima di diventare giudice della corte municipale di Providence nel 1985, Frank Caprio fu eletto nel consiglio cittadino di Providence nel 1962 e vi rimase fino al 1968. Nel 1975 fu quindi eletto come delegato a cinque convention per la proclamazione del ticket alle elezioni presidenziali degli Stati Uniti d'America tenute dal Partito Democratico, ricoprendo nel frattempo anche la carica di direttore del Consiglio dei governatori per l'istruzione superiore del Rhode Island, un organismo che controlla le decisioni più importanti inerenti l'Università del Rhode Island, il Rhode Island College e il Community College del Rhode Island. Infine, come detto, nel 1985 divenne giudice municipale di Providence, venendo rieletto sei volte e mantenendo la carica per oltre 30 anni.
Un giorno, suo fratello minore, dopo aver ottenuto un lavoro presso la rete televisiva locale WLNE-TV, su suggerimento della moglie di Caprio e dopo avere ottenuto il consenso del giudice, iniziò a riprendere alcuni dei processi presieduti da Caprio. La messa in onda delle cause ebbe un buon riscontro di pubblico e, da allora, le cause amministrate dal giudice,  soprattutto quelle riguardanti questioni di poco conto, sono state trasmesse sulle televisioni locali per oltre un ventennio. Dopo che, nel 2015, alcuni dei filmati che lo vedevano protagonista furono diffusi su internet, il giudice acquisì una notevole fama e ricevette quindi una chiamata da parte della Dembar-Mercury, la società di produzione della trasmissione Caught in Providence, una serie nata nel 2000 che tratta proprio la messa in onda di processi reali, perché diventasse protagonista dello show. Quando, il 24 settembre 2018, Caught in Providence iniziò ad essere trasmessa a livello nazionale, il giudice Caprio divenne un personaggio noto in tutti gli Stati Uniti d'America ed anche, sempre grazie a internet, oltreoceano.

### Morte
Dopo aver celebrato il suo 87° compleanno, il 6 dicembre 2023, Caprio ha annunciato di essere affetto da un cancro al pancreas  in un video pubblicato su Facebook e YouTube. Nel comunicato ha chiesto a coloro che desiderano sostenerlo di mantenerlo nelle loro preghiere e ha elogiato i suoi medici per essersi presi cura di lui. Ha terminato il suo trattamento contro il cancro il 24 maggio 2024.
Il 19 agosto 2025 è stato ricoverato in ospedale per una complicazione medica, come annunciato da un post sui suoi canali social e il giorno successivo, sempre tramite i suoi canali, è stata annunciata la sua scomparsa, all'età di 88 anni.

## Sostegno alla comunità
Caprio ha istituito diverse borse di studio intitolate a suo padre, Antonio “Tup” Caprio (il soprannome del padre è spiegato dal giudice stesso durante un processo: nell'impossibilità di pronunciare correttamente la richiesta di un caffè caldo alla fine della giornata lavorativa e per via del viso congelato dalla sua mansione a contatto con refrigeratori per la frutta, era solito dire "Give me a tup of toffee". Da qua il soprannome "Tup".) il quale aveva solo la quinta elementare, destinate agli studenti della Suffolk University School of Law e del Providence College e ai diplomati della Central High School, che più si siano distinti nel migliorare l'accesso ai servizi legali nei quartieri urbani del Rhode Island.

## Premi e onorificenze
Nel 1991 Frank Caprio ha ricevuto un dottorato onorario in giurisprudenza dalla già citata Suffolk University Law School mentre nel 2016 ne ha ricevuto uno in amministrazione pubblica dall'Università del Rhode Island.

## Vita privata
Frank Caprio era sposato con Joyce E. Caprio da più di 50 anni. La coppia ha avuto cinque figli, Frank T., David, Marissa, John e Paul e molti nipoti. I primi due dei suoi figli sono oggi impegnati in politica ma continuano a gestire lo studio legale di famiglia, il Caprio & Caprio Law Firm. Accanito tifoso dei Boston Red Sox, Caprio ha lanciato il primo lancio cerimoniale il 25 luglio 2019, al Fenway Park, quando i Red Sox hanno affrontato i New York Yankees.